# Salomonmarkduva
Salomonmarkduva (Pampusana salamonis) är en utdöd fågel i familjen duvor inom ordningen duvfåglar. Den sågs senast 1927 på ön Ramos i Salomonöarna.

## Utseende
Salomonmarkduvan var en 25 cm lång duva, i stort lik söderhavsmarkduvan men med kraftigare och mer böjd näbb. Ovansidan var purpurglänsande rödbrun, framför allt på mantel och vingtäckare. Huvudet var chokladbrunt, ansiktet ljusare. Bröstet var ljust rödbrunt med små purpurfärgade fläckar på var sida. Resten av undersidan var mörkare rödbrun.

## Utbredning och status
Salomonmarkduvan förekom tidigare i Salomonöarna där den endast är känd från två exemplar, ett från Makira 1882 och ett från den lilla ön Ramos mellan between Santa Isabel och Malaita 1927. IUCN kategoriserar arten som utdöd.

### Släktestillhörighet
Arten placerades tidigare i släktet Gallicolumba. Studier visar dock att dessa inte är varandras närmaste släktingar, där vissa står närmare australiensiska duvor som Geopelia. Dessa har därför lyfts ut till ett eget släkte, initialt Alopecoenas men Pampusana har visat sig ha prioritet.